# Cyclosa serena
Cyclosa serena är en spindelart som beskrevs av Levi 1999. Cyclosa serena ingår i släktet Cyclosa och familjen hjulspindlar. Inga underarter finns listade i Catalogue of Life.